# استیون میلن
استیون میلن (انگلیسی: Stephen Milne؛ زادهٔ ۲۹ آوریل ۱۹۹۴) یک شناگر اهل بریتانیا است.
از افتخارات وی میتوان به کسب مدال طلا شنا ۲۰۰×۴ متر آزاد امدادی در بازی‌های المپیک تابستانی ۲۰۱۶ اشاره کرد.